# Juranda
Juranda est une municipalité brésilienne située dans l'État du Paraná.